# SMS Tiger (1887)
SMS Tiger – austro-węgierski krążownik z końca XIX wieku. W latach 1905–1906 okręt przebudowano na jacht admiralski. Zdjęto z niego uzbrojenia (poza dwoma armatami Skoda kalibru 47 mm i czterema Hotchkissa), usunięto sponsony dział. Przebudowany okręt otrzymał nazwę SMS "Lacroma". W 1915 roku z okrętu zdjęto resztę dział. W 1918 roku okręt przekazano Jugosławii. W 1920 roku okręt złomowano we włoskiej stoczni złomowej.